# Skupina v lese Krajčok
Skupina v lese Krajčok nebo Skupina stromů v lese Krajčok je skupina dvanácti stromů v lese Karajčok v Porubě, části města Orlová v okrese Karviná v Moravskoslezském kraji. Geograficky se nachází v geomorfologickém celku Ostravská pánev.

## Další informace
Ochrana stromů byla vyhlášena 15. srpna 1992 a zahrnuje:
| Český název | Latinský název      | Počet chráněných stromů |
| ----------- | ------------------- | ----------------------- |
| buk lesní   | Fagus sylvatica     | 8 ks                    |
| dub zimní   | Quercus petraea     | 2 ks                    |
| habr obecný | Carpinus betulus    | 1 ks                    |
| javor klen  | Acer pseudoplatanus | 1 ks                    |

Místo je celoročně volně přístupné,

## Galerie

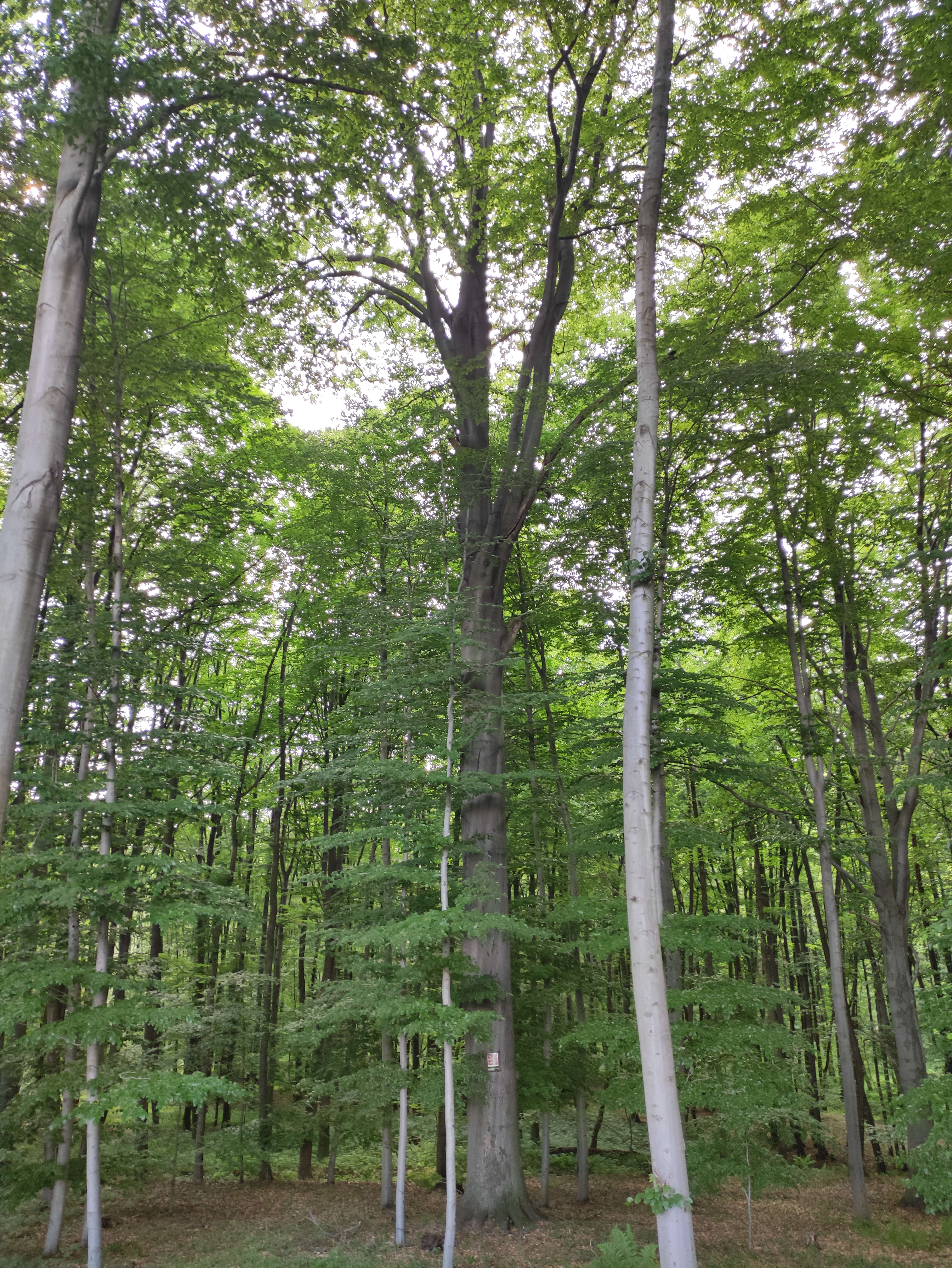
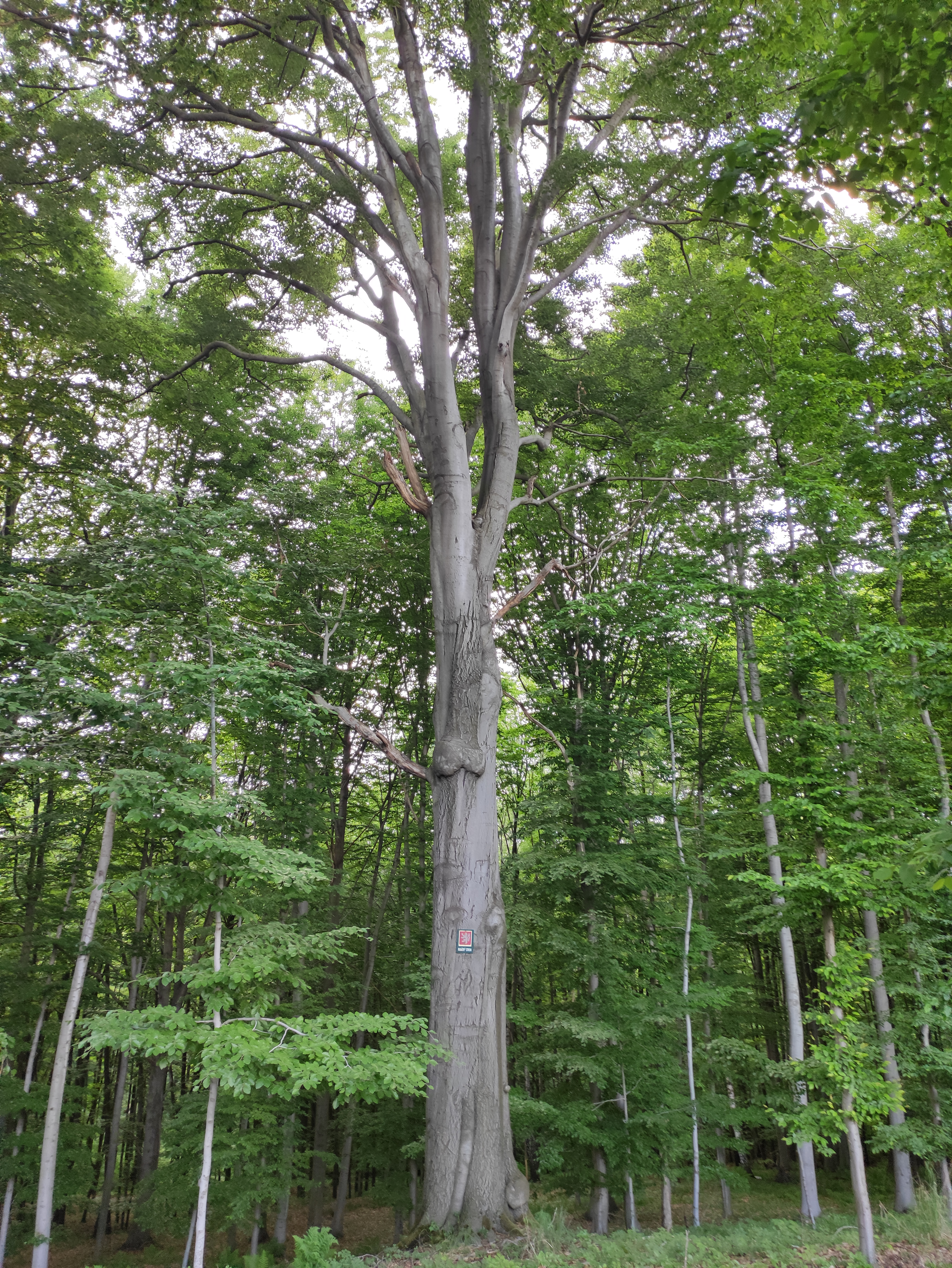
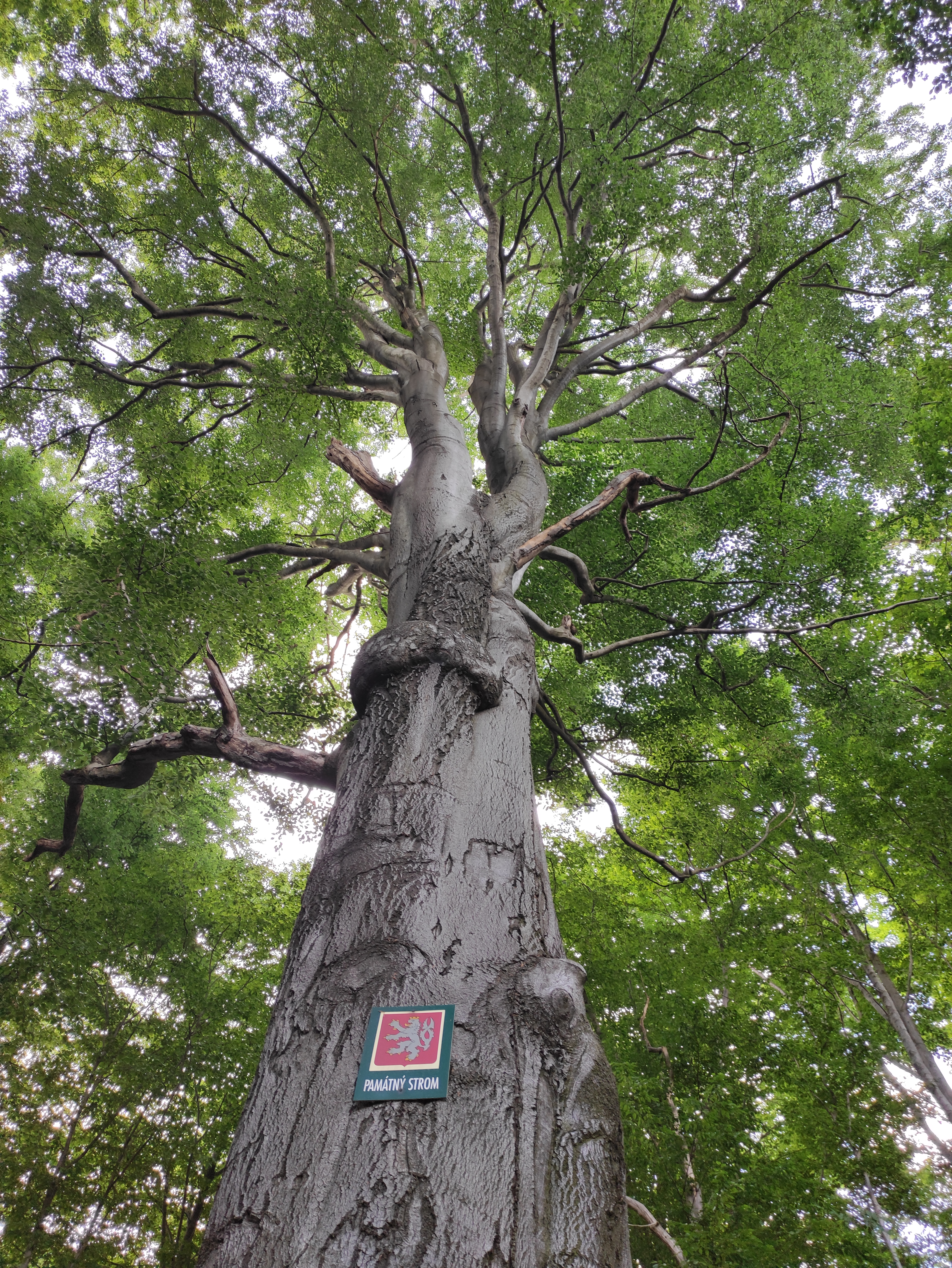